# ヴィサコトシニエ・コンプリクシ
ヴィサコトシニエ・コンプリクシ (ロシア語: Высокоточные комплексы、英語: High precision systems) は、ロシアの軍産複合国策企業ロステック傘下の持株会社である。 
戦術兵器と高精度システムの設計・開発・製造にフォーカスしており、兵器コンセプトの立案から製造・配備まで兵器および防衛装備品の生産サイクルのすべてを保有している。 
ジェーン・インフォメーション・グループによれば、ロステックはヴィサコトシニエ・コンプリクシの株式の49％を売却する意向であるという。 

## 組織
株式を所有する子会社には以下のものがある。 
- KBP機器設計局（英語版）
- KBマシノストロイェニヤ
- AO CKBA
- トゥーラ造兵廠（英語版）
- TsKIB SOO（英語版）
- 自動化技術・水理学中央科学研究所
- デグチャリョーフ工場（英語版）
- トゥーラ機械製造設計局（英語版）